# Vince Gill

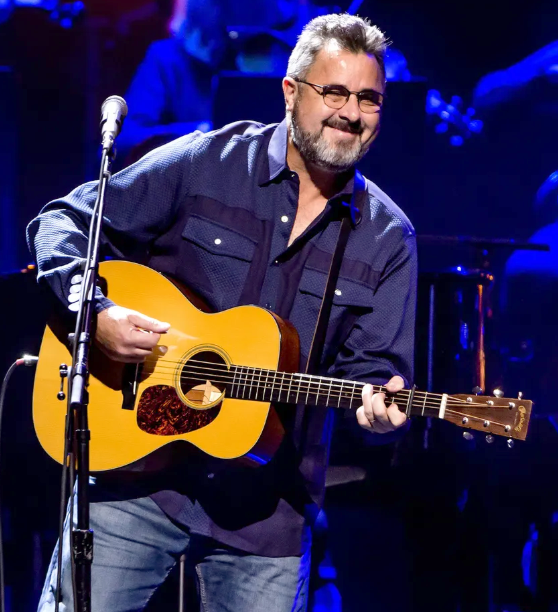
Vince Gill (2019)

Vincent „Vince“ Grant Gill (* 12. April 1957 in Norman, Oklahoma) ist ein US-amerikanischer Country-Sänger, -Gitarrist und Songschreiber. Er hat mehr als 20 Studioalben aufgenommen und war mit über 40 Singles in der amerikanischen Single-Country-Hitparade vertreten. Gill ist 22-facher Grammy-Gewinner (47 Nominierungen), wurde 18 Mal von der CMA (36 Nominierungen) ausgezeichnet und verkaufte mehr als 31,5 Millionen Tonträger. Seit 2017 ist Gill Mitglied der weltweit erfolgreichen Country-Rock-Band Eagles.

## Biografie

### Frühe Jahre
Gill wurde in Norman, Oklahoma geboren. Sein Vater, J. Stanley Gill, war Rechtsanwalt und Richter für Verwaltungsrecht, der in einer Country-Band spielte und seinen Sohn ermutigte, Musiker zu werden. Mit Unterstützung seines Vaters lernte Gill Banjo und Gitarre zu spielen. Als Gill zehn Jahre alt war, schenkten ihm seine Eltern eine Gibson ES-335 und einen Fender-Super-Reverb-Verstärker. Bereits auf der Highschool spielte Gill, der auch ein talentierter Golfer war, in der Teenage-Band The Bluegrass Revue. Mit 18 Jahren wurde er Mitglied der Bluegrass Alliance, in der auch Dan Crary spielte. Während Gill noch die Highschool besuchte. trat er der Bluegrass-Band Flock and Mountain Smoke bei, die Konzerte von Kiss und Pure Prairie League eröffneten. Mit 19 Jahren zog er nach Los Angeles, wo er sich der Sundance Band von Byron Berline anschloss. Dort lernte er Janis Oliver, seine zukünftige Frau kennen, die bald darauf als Mitglied der Sweethearts of the Rodeo bekannt wurde.

### Karriere

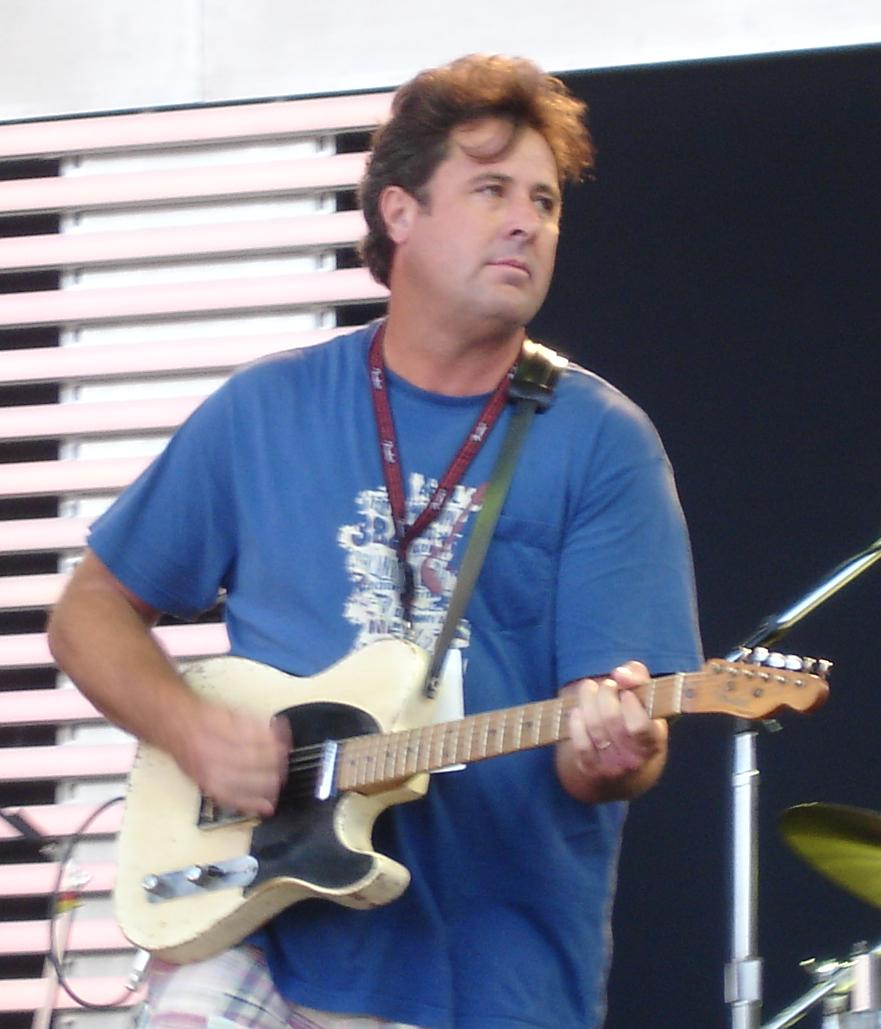
Gills Auftritt bei Eric Claptons Crossroads Guitar Festival 2007

1978 wurde er Leadsänger der Country-Rock-Formation Pure Prairie League. Ein Jahr später veröffentlichte Gill das erste Album mit der Band mit dem Titel Can’t Hold Back. Die Gruppe konnte aber nicht an die Erfolge früherer Jahre anknüpfen, und so stieg Gill nach drei Jahren aus. Mit Frau und Tochter zog er 1982 nach Nashville, wo er sich Rodney Crowells Band Cherry Bombs anschloss. Im Jahr 1984 erschien seine erste Single, Turn Me Loose. Mit der nächsten Platte, Victim of Life's Circumstances konnte er sich erstmals in der Hitparade platzieren. Von der Academy of Country Music wurde er als bester Nachwuchssänger des Jahres 1984 ausgezeichnet. In den folgenden Jahren arbeitete er vor allem als Sessionmusiker. Er beherrscht mehrere Instrumente, singt und schreibt Songs. Besonders intensiv war die Zusammenarbeit mit Rosanne Cash, der Tochter von Johnny Cash.
1989 wurde er von Mark Knopfler gebeten, als Gitarrist und Sänger der Band Dire Straits beizutreten. Gill unterschrieb jedoch gerade einen neuen Plattenvertrag und lehnte das Angebot ab. Noch im selben Jahr kam sein Durchbruch mit dem Album When I Call Your Name, das sich über drei Millionen Mal verkaufte. Der Titelsong erreicht Platz 3 der Country-Charts und wurde 1990 von der CMA als „Single of the Year“ ausgezeichnet. Im gleichen Jahr erhielt Vince Gill einen Grammy als „Best Vocal Country Performance“. 1991 wurde er in die Grand Ole Opry aufgenommen. Seine nächsten Alben Pocket Full Of Gold und I Still Believe in You erreichten ebenfalls Platin-Status und zahlreiche Single-Auskopplungen konnten sich hoch in den Country-Charts platzieren. Auch sein Weihnachtsalbum Let There Be Peace On Earth erreichte hervorragende Verkaufszahlen. 2010 schloss er sich der Gruppe The Time Jumpers an und spielte 2011 auf dem Album Welcome 2 My Nightmare von Alice Cooper.
Mit der Reunion der Country-Rockband Eagles im Jahr 2017 wurde Gill Nachfolger des im Jahr 2016 verstorbenen Gründungsmitgliedes Glenn Frey.

### Privates
1998 wurde die Ehe mit Janis Oliver geschieden. Zwei Jahre später heiratete er Amy Grant. Sie haben eine gemeinsame Tochter und wohnen in Nashville. Sein Haus verfügt über ein Heimstudio, in dem seine Alben Guitar Slinger und Bakersfield sowie zahlreiche andere Alben aufgenommen wurden, und ein Schwimmbad.
Gill hat eine Vorliebe für Martin- sowie für alte Fender- und Gibson-Gitarren. Er verwendet überwiegend Vintage-Instrumente und besitzt etwa 300 Gitarren. 2010 wurden durch eine Überschwemmung viele Gitarren und Verstärker zerstört.
Im September 2013 bestreikten Anhänger der Westboro Baptist Church sein Konzert im Kauffman Center in Kansas City, Missouri. Die Anhänger bezeichneten Gill als Ehebrecher, weil er seine erste Frau verlassen hatte.

## Auszeichnungen
2005 wurde Gill in die Nashville Songwriters Hall of Fame und 2007 in die Country Music Hall of Fame aufgenommen. Im September 2012 wurde er mit einem Stern auf dem Hollywood Walk of Fame ausgezeichnet. Am 5. November 2014 erhielt Gill während der 48. CMA Awards den „Irving Waugh Award of Excellence“.

## Diskografie
Studioalben

| Jahr | Titel Musiklabel                    | Höchstplatzierung, Gesamtwochen, AuszeichnungChartplatzierungen (Jahr, Titel, Musiklabel, Platzierungen, Wochen, Auszeichnungen, Anmerkungen) | Höchstplatzierung, Gesamtwochen, AuszeichnungChartplatzierungen (Jahr, Titel, Musiklabel, Platzierungen, Wochen, Auszeichnungen, Anmerkungen) | Höchstplatzierung, Gesamtwochen, AuszeichnungChartplatzierungen (Jahr, Titel, Musiklabel, Platzierungen, Wochen, Auszeichnungen, Anmerkungen) | Höchstplatzierung, Gesamtwochen, AuszeichnungChartplatzierungen (Jahr, Titel, Musiklabel, Platzierungen, Wochen, Auszeichnungen, Anmerkungen) | Höchstplatzierung, Gesamtwochen, AuszeichnungChartplatzierungen (Jahr, Titel, Musiklabel, Platzierungen, Wochen, Auszeichnungen, Anmerkungen) | Höchstplatzierung, Gesamtwochen, AuszeichnungChartplatzierungen (Jahr, Titel, Musiklabel, Platzierungen, Wochen, Auszeichnungen, Anmerkungen) | Anmerkungen                                                                |
| Jahr | Titel Musiklabel                    | CH | UK | US | Country | CA | CA Country | Anmerkungen                                                                |
| ---- | ----------------------------------- | --- | --- | --- | --- | --- | --- | -------------------------------------------------------------------------- |
| 1984 | Turn Me Loose RCA                   | — | — | — | Country64 (8 Wo.)Country | — | — | Erstveröffentlichung: 1984                                                 |
| 1985 | The Things That Matter RCA          | — | — | — | Country63 (6 Wo.)Country | — | — | Erstveröffentlichung: 1985                                                 |
| 1987 | The Way Back Home RCA               | — | — | — | Country13 (21 Wo.)Country | — | — | Erstveröffentlichung: 1987                                                 |
| 1989 | When I Call Your Name MCA           | — | — | US67 ×2Doppelplatin · (78 Wo.)US | Country2 (165 Wo.)Country | CA— PlatinCA | — | Erstveröffentlichung: 14. November 1989 Verkäufe: + 2.100.000              |
| 1991 | Pocket Full of Gold MCA             | — | — | US37 ×2Doppelplatin · (98 Wo.)US | Country5 (171 Wo.)Country | CA— PlatinCA | — | Erstveröffentlichung: 5. März 1991 Verkäufe: + 2.100.000                   |
| 1992 | I Still Believe in You MCA          | — | — | US10 ×5Fünffachplatin · (100 Wo.)US | Country3 (153 Wo.)Country | CA45 ×3Dreifachplatin · (39 Wo.)CA | CA Country3 (34 Wo.)CA Country | Erstveröffentlichung: 1. September 1992 Verkäufe: + 5.230.000              |
| 1994 | When Love Finds You MCA             | — | — | US6 ×4Vierfachplatin · (112 Wo.)US | Country2 (134 Wo.)Country | CA18 ×2Doppelplatin · (23 Wo.)CA | CA Country2 (42 Wo.)CA Country | Erstveröffentlichung: 7. Juni 1994 Verkäufe: + 4.130.000                   |
| 1996 | High Lonesome Sound MCA             | — | — | US24 Platin · (44 Wo.)US | Country3 (93 Wo.)Country | CA43 Gold · (9 Wo.)CA | CA Country5 (56 Wo.)CA Country | Erstveröffentlichung: 28. Mai 1996 Verkäufe: + 1.050.000                   |
| 1998 | The Key MCA                         | — | — | US11 Platin · (27 Wo.)US | Country1 (73 Wo.)Country | CA25 Gold · (9 Wo.)CA | CA Country2 (55 Wo.)CA Country | Erstveröffentlichung: 11. August 1998 Verkäufe: + 1.050.000                |
| 2000 | Let’s Make Sure We Kiss Goodbye MCA | — | — | US39 Gold · (7 Wo.)US | Country4 (44 Wo.)Country | — | CA Country6 (20 Wo.)CA Country | Erstveröffentlichung: 18. April 2000 Verkäufe: + 500.000                   |
| 2003 | Next Big Thing MCA                  | — | — | US14 (9 Wo.)US | Country4 (34 Wo.)Country | — | — | Erstveröffentlichung: 11. Februar 2003 Verkäufe: + 286.000                 |
| 2006 | These Days MCA                      | — | — | US17 Platin · (19 Wo.)US | Country4 (47 Wo.)Country | — | — | Erstveröffentlichung: 17. Oktober 2006 Verkäufe: + 4.000.000               |
| 2011 | Guitar Slinger MCA                  | — | — | US14 (4 Wo.)US | Country4 (26 Wo.)Country | — | — | Erstveröffentlichung: 25. Oktober 2011 Verkäufe: + 102.000                 |
| 2013 | Bakersfield MCA                     | — | — | US25 (11 Wo.)US | Country4 (24 Wo.)Country | — | — | Erstveröffentlichung: 30. Juli 2013; mit Paul Franklin Verkäufe: + 342.000 |
| 2016 | Down to My Last Bad Habit MCA       | — | — | US35 (4 Wo.)US | Country4 (27 Wo.)Country | CA50 (1 Wo.)CA | — | Erstveröffentlichung: Februar 2016 Verkäufe: + 81.600                      |
| 2019 | Okie MCA                            | CH70 (1 Wo.)CH | — | US71 (1 Wo.)US | Country9 (2 Wo.)Country | — | — | Erstveröffentlichung: 23. August 2019 Verkäufe: + 32.200                   |